# Evelyn Hamann

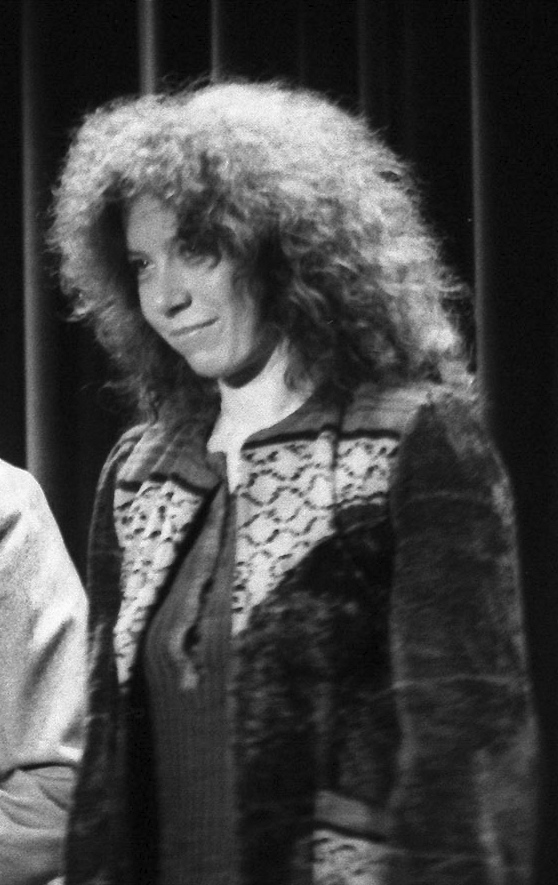
Hamann begin jaren '80

Evelyn Hamann (Hamburg, 6 augustus 1942 - Hamburg, 28 oktober 2007) was een Duitse actrice en comédienne.
Afkomstig uit een muzikale familie werd Hamann als toneelspeelster opgeleid aan de Staatliche Hochschule für Musik und darstellende Kunst Hamburg in Hamburg. Tijdens haar opleiding begon ze reeds kleine rollen te spelen maar in 1968 ging ze pas echt van start. De jaren daarna speelde ze tal van toneelrollen.
In 1976 werd ze de vaste komische tegenspeelster van de komiek Loriot. Aan tal van tv-sketches waarin zij de Duitse huisvrouw moest verbeelden en de Duitse samenleving op de korrel werd genomen, dankte zij haar grootste bekendheid. Tot in het eerste decennium van de 21e eeuw werden deze sketches opgevoerd.
Hamann deed ook andere tv-rollen. Van 1986 tot 1989 speelde ze als huishoudster Carsta Michaelis mee in de dramaserie Die Schwarzwaldklinik. In diezelfde jaren had ze ook een rol - die van Thea - in de artsenserie Der Landarzt. Van 1992 tot 1999 werden er Evelyn Hamann Specials en van 1993 tot 2005 Evelyn Hamanns Geschichten aus dem Leben uitgezonden. Van 1993 tot 2006 had ze een hoofdrol in de satirische misdaadserie Adelheid und ihre Mörder. Daarnaast speelde ze diverse gastrollen, bijvoorbeeld in Tatort en Der Alte.
Evelyn Hamann overleed op 65-jarige leeftijd ten gevolge van lymfeklierkanker.

## Filmografie (selectie)
- 1968: Hafenkrankenhaus: Der Verkehrsunfall (Folge 5)
- 1968: Vier Stunden von Elbe 1
- 1969: Polizeifunk ruft – Weiße Rosen um halb zehn
- 1976–1978: Loriot I–VI
- 1978: Der Pfingstausflug
- 1979: St. Pauli-Landungsbrücken - Tunnelfeger Kurt Poddich (Fernsehserie)
- 1979: Was wären wir ohne uns?
- 1980: Der Floh im Ohr, TV-Inszenierung des ZDF, Rolle: Lucienne Homenides
- 1981: Tegtmeier klärt auf! (Folge 10)
- 1981: Das Traumschiff: Dominikanische Republik
- 1982: Piratensender Powerplay
- 1982: Wer spinnt denn da, Herr Doktor?
- 1983: Nesthäkchen (Fernsehserie, 2 Folgen)
- 1983: Loriots 60. Geburtstag
- 1983: Das Traumschiff: Karibik
- 1984: Helga und die Nordlichter
- 1985: Schöne Ferien – Urlaubsgeschichten aus Sri Lanka und von den Malediven
- 1985: Die Krimistunde - Zwei Fliegen mit einer Klappe (Fernsehserie)
- 1985: Grenzenloses Himmelblau
- 1986: Hessische Geschichten – Erna mon amour
- 1986: Jakob und Adele - Haus mit hellen Fenstern (Fernsehserie)
- 1986–1989: Die Schwarzwaldklinik (Fernsehserie, 49 Folgen)
- 1987–1989: Der Landarzt (Fernsehserie, 20 Folgen)
- 1987: Evelyn und die Männer
- 1987: Tatort: Tod im Elefantenhaus
- 1988: Die letzte Fahrt der San Diego
- 1988: Loriots 65. Geburtstag
- 1988: Ödipussi
- 1989–1992: Der Alte (Fernsehserie, 3 Folgen)
- 1990–1993: Der Millionenerbe (Fernsehserie, 10 Folgen)
- 1991: Pappa ante portas
- 1992: Kein pflegeleichter Fall (Fernsehfilm)
- 1992: Glückliche Reise – Mexiko
- 1993: Vater braucht eine Frau
- 1993: Loriots 70. Geburtstag
- 1993–2005: Evelyn Hamanns Geschichten aus dem Leben (Fernsehserie, 56 Folgen)
- 1993–2007: Adelheid und ihre Mörder (Fernsehserie, 65 Folgen)
- 1996: Das Traumschiff: Sydney
- 1999: Wut im Bauch
- 2001: Ehemänner und andere Lügner
- 2003: Loriots 80. Geburtstag
- 2004: Das Traumschiff: Samoa
- 2005: Die Schwarzwaldklinik – Die nächste Generation

## Hoorspelen
De lijst is gesorteerd na de eerste uitzending (EA) van de hoorspelen.
- 1971: Günter Guben: Wega IV – Quarantäne (Brosco) – Regie: Andreas Weber-Schäfer (SDR) – EA: 6 december 1971 (origineel hoorspel, sciencefictionhoorspel)
- ?: Stanley Ellin: Die Segensreich-Methode – Regie: Sigurd König (SDR) – EA: 9 april 1972 (hoorspelbewerking, kort hoorspel)
- 1973: Horst Zahlten: Der Unentbehrliche (zuster Ilse) – Regie: Andreas Weber-Schäfer (SDR) – EA: 18 juni 1973 (hoorspelbewerking, kort hoorspel)
- 1973: Reinhard Reinke: Ans Tote Meer (juffrouw van het Kolonnenlückenamt) – Regie: Andreas Weber-Schäfer (SDR) – EA: 16 juli 1973 (origineel hoorspel, kort hoorspel, sciencefictionhoorspel)
- 1975: Astrid Lindgren: Die Brüder Löwenherz (1e deel van de tweedelige versie) (Sophia) – Regie: Charlotte Niemann (RB) – EA: 18 mei 1975 (hoorspelbewerking, kinderhoorspel)
- ?: Astrid Lindgren: Die Brüder Löwenherz (2e deel van de tweedelige versie) (Sophia) – Regie: Charlotte Niemann (RB) – EA: 19 mei 1975 (hoorspelbewerking, kinderhoorspel)
- 1975: Astrid Lindgren: Die Brüder Löwenherz (1e deel van de driedelige versie) (Sophia) – Regie: Charlotte Niemann (RB) – EA: 14 juni 1975 (hoorspelbewerking, kinderhoorspel)
- 1975: Nikolai von Michalewsky: Der Fall (mevrouw Reinbek) – Regie: Till Bergen (RB) – EA: 19 juni 1975 (origineel hoorspel, misdaadhoorspel)
- 1975: Astrid Lindgren: Die Brüder Löwenherz (2e deel van de driedelige versie) (Sophia) – Regie: Charlotte Niemann (RB) – EA: 21 juni 1975 (hoorspelbewerking, kinderhoorspel)
- 1975: Astrid Lindgren: Die Brüder Löwenherz (3e deel van de driedelige versie) (Sophia) – Regie: Charlotte Niemann (RB) – EA: 28 juni 1975 (hoorspelbewerking, kinderhoorspel)
- 1975: Albert Bosper: Vergiß es, Eddi (Peggy) – Regie: Günter Siebert (RB) – EA: 11 september 1975 (origineel hoorspel, misdaadhoorspel)
- ?: Walter A. Kreye: De nee Jagdherr (Herta Lüschen, zijn vriendin) – Regie: Bernd Wiegmann (RB/NDR) – EA: 15 december 1975 (origineel hoorspel, dialecthoorspel, nederduits)
- ?: Heinrich Kraus: Twüschen Dag un Düster (Ottilie) – Regie: Jochen Schütt (RB/NDR) – EA: 2 februari 1976 (origineel hoorspel, dialecthoorspel, nederduits)
- 1976: Hrafn Gunnlaugsson: Een Geschicht von de See – Regie: Michael Leinert (RB/NDR) – EA: 5 april 1976 (origineel hoorspel, dialecthoorspel, nederduits)
- 1976: Matthias Riehl: Veteranen (Esther Webster) – Regie: Günter Siebert (RB) – EA: 5 augustus 1976 (hoorspelbewerking, misdaadhoorspel)
- 1976: Walter Moers: Do it yourself! (2e vrouw) – Regie: Günter Siebert (RB) – EA: 28 januari 1977 (hoorspel)
- 1977: Jean Marsus: Die verfluchte Stadt (telefoonstem) – Regie: Till Bergen (RB) – EA: 9 juni 1977 (misdaadhoorspel)
- 1977: Herbert Timm: Fossilien (dochter) – Regie: Günter Siebert (RB) – EA: 9 december 1977 (origineel hoorspel)
- 1977: Arnold E. Ott: Bankgeheimnis (Julia Dallanski) – Regie: Andreas Weber-Schäfer (RB) – EA: 15 december 1977 (origineel hoorspel, misdaadhoorspel)
- 1977: Jean Marsus: Familiensinn (Yvonne Fully) – Regie: Hans Jürgen Ott (RB) – EA: 9 februari 1978 (origineel hoorspel, misdaadhoorspel)
- 1978: Robert Meerstein: Das Ticken der Uhr im luftleeren Raum (vrouw) – Regie: Günter Bommert (RB) – EA: 5 mei 1978 (hoorspel)
- 1978: Helge Hagerup: Mörderischer Spaß (Stella) – Regie: Günter Siebert (RB) – EA: 1 juni 1978 (misdaadhoorspel)
- 1978: Bernd Rachel: Pictures (een secretaresse) – Regie: Günter Bommert (RB) – EA: 9 juni 1978 (hoorspel)
- 1978: Harald Grün: Heiner sien Trick (juffrouw Busch) – Regie: Bernd Wiegmann (RB) – EA: 2 september 1978 (dialecthoorspel, nederduits)
- 1979: Reinhard Hummel: Was du willst – Regie: Reinhard Hummel (RB/RIAS) – EA: 23 februari 1979 (origineel hoorspel)
- 1979: Bernd Rauschenbach, Jörg W. Gronius: Die Reise nach Redizier oder Im Schein der Innenlampe – Regie: Manfred Marchfelder (RB) – EA: 8 juni 1979 (hoorspel)
- 1979: A. A. Milne: Pu der Bär (deel 4) (uil) – Regie: Charlotte Niemann (RB) – EA: 10 februari 1980 (kinderhoorspel)
- 1979: A. A. Milne: Pu der Bär (deel 5) (uil) – Regie: Charlotte Niemann (RB) – EA: 17 februari 1980 (kinderhoorspel)
- 1980: A. A. Milne: Pu der Bär (deel 9) (uil) – Regie: Charlotte Niemann (RB) – EA: 16 maart 1980 (kinderhoorspel)
- 1980: Günter Herburger: Thuja (voorouder) – Regie: Manfred Marchfelder (SWF/BR/NDR) – EA: 11 september 1980 (hoorspelbewerking)
- ?: Heinrich Kraus: Hannes sien Sporbook (1e vrouw) – Regie: Siemen Rühaak (RB/NDR) – EA: 16 februari 1981 (origineel hoorspel, dialecthoorspel, nederduits)
- ?: Tormod Haugen: Die Nachtvögel (deel 3: Was Sara alles sagt) – Regie: Charlotte Niemann (RB) – EA: 24 januari 1982 (hoorspelbewerking, kinderhoorspel)
- 1982: Henryk Roberts, Margit Jautz: Später Besuch (Gerda Sörensen) – Regie: Hans Jürgen Ott (RB) – EA: 18 maart 1982 (origineel hoorspel, misdaadhoorspel)
- ?: Tormod Haugen: Die Nachtvögel – Regie: Charlotte Niemann (RB) – EA: 12 september 1982 (hoorspelbewerking, kinderhoorspel)
- 1982: Michael Springer: Was tun wir, wenn sie wiederkommen (Gloria Schilling) – Regie: Ulrich Gerhardt (SWF) – EA: 26 september 1982 (origineel hoorspel, sciencefictionhoorspel)
- 1983: Arnold E. Ott: Mord ist kein Spiel (Corinna Demarbelle) – Regie: Arnold E. Ott (RB) – EA: 23 juni 1983 (origineel hoorspel, misdaadhoorspel)
- 1984: Walter Wippersberg: Schlechte Zeiten für Gespenster (Corinna Demarbelle) – Regie: Walter Wippersberg (RB) – EA: 1984 (origineel hoorspel, misdaadhoorspel)
- 1983: Hubert Wiedfeld: Der lange Augenblick des Todes (deel 1: Irrlauf) (mevrouw Wagner) – Regie: Hans Gerd Krogmann (NDR/BR) – EA: 14 januari 1984 (origineel hoorspel, misdaadhoorspel)
- 1982: Hanns-Peter Karr: Die Affäre Nassauer (Ellen) – Regie: Hans Rosenhauer (NDR/BR) – EA: 1 mei 1984 (origineel hoorspel, misdaadhoorspel)
- 1984: Hans Nerth: Puppentausch (Signora Angelina) – Regie: Till Bergen (RB) – EA: 21 juni 1984 (origineel hoorspel)
- 1984: Walter Wippersberg: Schlechte Zeiten für Gespenster (1. Teil: Wenn ein Vampir mit einem Kopfgeist wettet) (tante Lilofee) – Regie: Walter Wippersberg (RB/RIAS) – EA: 7 oktober 1984 (hoorspelbewerking, kinderhoorspel)
- 1984: Walter Wippersberg: Schlechte Zeiten für Gespenster (2. Teil: Was ist bloß mit den Menschen los) (tante Lilofee) – Regie: Walter Wippersberg (RB/RIAS) – EA: 14 oktober 1984 (hoorspelbewerking, kinderhoorspel)
- 1984: Walter Wippersberg: Schlechte Zeiten für Gespenster (3. Teil: Die allerletzte Chance) (tante Lilofee) – Regie: Walter Wippersberg (RB/RIAS) – EA: 21 oktober 1984 (hoorspelbewerking, kinderhoorspel)
- 1984: Sebastian Goy: Ein vermaledeit klebriger Winter auf dem Schlafzimmerbahnhof der Katja Schoheija (2e prentenboekmaakster) – Regie: Horst Loebe (RB/RIAS) – EA: 23 december 1984 (origineel hoorspel)
- 1984: Uwe Friesel: Blankenhorn (mevrouw Loschütz) – Regie: Hans Rosenhauer (NDR) – EA: 20 januari 1985 (origineel hoorspel, misdaadhoorspel)
- 1985: Karin Bellingkrodt, Ingomar von Kieseritzky: Friedliche Automaten (spreekster) – Regie: Karin Bellingkrodt, Ingomar von Kieseritzky (NDR) – EA: 9 maart 1985 (origineel hoorspel)
- 1985: Wilhelm Hindemith: Medea (Heike) – Regie: Wilhelm Hindemith (RB) – EA: 28 mei 1985 (hoorspel)
- 1985: Edwin Ortmann: Alaska: Land unter der Haut (vrouw in koor) – Regie: Hans Gerd Krogmann (NDR/HR) – EA: 1 juni 1985 (origineel hoorspel)
- 1985: Günter Kunert: Kein Anschluß unter dieser Nummer (mevrouw Renate) – Regie: Heinz Hostnig (NDR) – EA: 7 november 1985 (hoorspel)
- 1985: Hannelies Taschau: Die Geburt zu überleben (mevrouw Bodo) – Regie: Gottfried von Einem (RB) – EA: 12 november 1985 (hoorspel)
- 1986: Hellmuth Karasek: Die Wachtel (een dame) – Regie: Hans Rosenhauer (NDR) – EA: 2 januari 1986 (hoorspel)
- 1986: Hans Werner Kettenbach: Privatsache (Ilse Wiedmann) – Regie: Werner Klein (WDR) – EA: 5 april 1986 (hoorspel)
- ?: Hermann Otto: Süchten (Dora) – Regie: Siemen Rühaak (RB/NDR) – EA: 14 juli 1986 (origineel hoorspel, dialecthoorspel, nederduits)
- 1986: Johannes Bobrowski: Boehlendorff (Majorin Klingbeil) – Regie: Albrecht Surkau (RB) – EA: 22 juli 1986 (hoorspelbewerking)
- 1986: Gerald Sammet: Ein kurzer Prozess (Hamburgse actrice) – Regie: Albrecht Surkau (RB) – EA: 14 oktober 1986 (hoorspelbewerking)
- 1986: Angelika Stein: Die Frau im Eis (Ingrid) – Regie: Ulrich Gerhardt (SR) – EA: 11 december 1986 (kort hoorspel)
- 1986: Angelika Stein: Geburtstag in Paris oder die Macht der Wünsche (de vrouw) – Regie: Ulrich Gerhardt (SR) – EA: 22 januari 1987 (hoorspel)
- 1986: Wolfgang Sieg: Rumpelkist (Rita) – Regie: Hans Helge Ott (NDR/RB) – EA: 2 februari 1987 (origineel hoorspel, dialecthoorspel, nederduits)
- 1987: Michael Batz: Wer liebt, der fällt (Florians moeder) – Regie: Hans Rosenhauer (NDR) – EA: 18 maart 1987 (origineel hoorspel)
- 1986: Paul Biegel: Die Geschichte vom Zwerg Virgilius (deel 2: Im Raritätenkeller) (eekhoorntje) – Regie: Charlotte Niemann (NDR) – EA: 22 maart 1987 (hoorspelbewerking, kinderhoorspel)
- ?: Hermann Otto: Oprappeln (arts) – Regie: Rolf Nagel (RB) – EA: 18 mei 1987 (origineel hoorspel, dialecthoorspel, nederduits)
- 1987: Jost Nickel: Goethes Spieltheorie (introductie) – Regie: Horst Loebe (RB) – EA: 27 mei 1987 (hoorspel)
- 1987: Jost Nickel: Schöner Flug – Regie: Horst Loebe (RB) – EA: 10 juni 1987 (kort hoorspel)
- 1987: Zvonimir Bajsić: Janus oder Das Programm der Zukunft (Janus echtgenote) – Regie: Ulrich Gerhardt (SWF/SFB) – EA: 29 september 1987 (origineel hoorspel)
- 1988: Hanns-Peter Karr: Schönes Wetter – Regie: Burkhard Schmid (HR) – EA: 9 juni 1988 (kort hoorspel)
- 1988: Jost Nickel: Rekordversuch (experte mevrouw Hahn) – Regie: Hans Drawe (HR) – EA: Uitzenddatum niet bekend (hoorspel)
- 1989: Gottfried von Einem, Ulrike Petzold: Ein Leben ohne Stufen (experte mevrouw Hahn) – Regie: Gottfried von Einem (RB) – EA: 22 maart 1989 (kort hoorspel)
- 1989: Frank Dunne: Der Traum von Dublin Bay (Babs) – Regie: Klaus-Dieter Pittrich (WDR) – EA: 15 april 1989 (kort hoorspel)
- 1989: Ray Bradbury: Ein langer Weg nach Hause (Lydia) – Regie: Norbert Schaeffer (NDR/SDR) – EA: 3 juni 1989 (kort hoorspel)
- 1989: Jürgen Geers: Das Tell-Projekt (cameravrouw) – Regie: Werner Klein (HR/BR) – EA: 28 december 1989 (hoorspel)
- 1989: Péter Horváth: Hurra (vrouw) – Regie: László Bozó (NDR) – EA: 13 januari 1990 (kort hoorspel)
- 1989: Hermann Moers: Familie Berger in Seenot – Regie: Till Bergen (RB) – EA: 9 mei 1990 (kort hoorspel)
- 1989: Eric Kellermann: Jeder hat sein Päckchen zu tragen (Anna Green) – Regie: Till Bergen (RB) – EA: 7 juni 1990 (origineel hoorspel, misdaadhoorspel)
- 1990: David Chotjewitz: Mitten in der Masse (de vrouw) – Regie: Norbert Schaeffer (NDR/HR) – EA: 9 juni 1990 (origineel hoorspel)
- 1990: Olov Svedelid: Betonrosen und Feuerlilien (vrouw) – Regie: Ursula Langrock (RB/NDR) – EA: 18 juli 1990 (hoorspelbewerking, kinderhoorspel, misdaadhoorspel)
- 1990: Michael Koser: Der letzte Detektiv (aflevering 18: Eurobaby) (Dr. Pretorius) – Regie: Werner Klein (BR) – EA: 11 oktober 1990 (origineel hoorspel, misdaadhoorspel, sciencefiction hoorspel)
- 1990: Michael Koser: Der letzte Detektiv (aflevering 19: Euromüll) (Mama Macumba) – Regie: Werner Klein (BR) – EA: 18 oktober 1990 (origineel hoorspel, misdaadhoorspel, sciencefiction hoorspel)
- 1991: Karl-Heinz Bölling: Der Kochtopf (vrouw) – Regie: Heidrun Nass (SR) – EA: 10 november 1991 (hoorspel)
- 1992: Arnold E. Ott: Claudias Reise (Rita Lattmann) – Regie: Gottfried von Einem (RB) – EA: 26 maart 1992 (origineel hoorspel, misdaadhoorspel)
- 1992: Dieter Philippi: Auf den Flügeln von Adlern – Regie: Burkhard Schmid (RB) – EA: 15 december 1992 (origineel hoorspel)
- 1992: Georges Simenon: Maigrets erste Untersuchung (vertelster) – Regie: Till Bergen (RB) – EA: 21 december 1992 (hoorspelbewerking, misdaadhoorspel)
- 1993: György Spiró: Pompfunebrer G.m.b.H. (vrouw) – Regie: Manfred Marchfelder (SDR) – EA: 31 oktober 1993 (origineel hoorspel)
- 1994: Arnold E. Ott: Wenn Hannibal reden könnte (Gabriele Perchtaler) – Regie: Till Bergen (RB) – EA: 28 maart 1994 (origineel hoorspel, misdaadhoorspel)
- 1996: Patricia Görg: Chiffrenliebe – Eine Kaffeekantate (vertelster) – Regie: Hans Gerd Krogmann (NDR) – EA: 22 september 1996 (origineel hoorspel)
- 1997: Ingrid Noll: Der Hahn ist tot (Rosemarie Hirte) – Regie: Ulrike Brinkmann (DLR) – EA: 5 januari 1998 (hoorspelbewerking, misdaadhoorspel)